# هومن افاضلی
هومن افاضلی (زادهٔ ۱۲ شهریور ۱۳۵۰) بازیکن پیشین و مربی کنونی فوتبال اهل ایران است. او سابقه دستیاری میروسلاو بلاژویچ، برانکو ایوانکوویچ و علی دایی در تیم ملی ایران را دارد. وی همچنین هدایت تیم ملی امید ایران، شهاب زنجان، استیل‌آذین، صبای قم، نفت تهران، کارون اروند، پارس جنوبی و ماشین‌سازی را بر عهده داشته است.

## دوران بازیگری
هومن افاضلی دوران بازی خود را از سن ۹ سالگی و با بازی در باشگاه فوتبال راه‌آهن تهران آغاز کرد و پس از مدتی به تیم جوانان پاس پیوست، بعد از چهار سال بازی برای جوانان پاس به تیم بزرگسالان باشگاه فوتبال پاس تهران پیوست و مدت سه سال برای پاس بازی کرد و پس از آسیب دیدگی از ناحیه زانو به ناچار فوتبال را کنار گذاشت و به ادامه تحصیل در دانشگاه پرداخت.
پس از پایان تحصیلات دانشگاهی با تیم فوتبال بهمن کرج به فوتبال بازگشت ولی آسیب دیدگی کهنه اجازه نداد که به فوتبال خود ادامه دهد و به ناچار برای همیشه با بازیگری وداع کرد.

## کلاس‌های مربیگری
هومن افاضلی پس از دوران بازیگری به انگلستان رفت و دوره‌های آموزش مربیگری را زیر نظر فدراسیون این کشور تا بالاترین مدارج آن طی کرد و پس از مدتی به عنوان مربی در تیم دوم باشگاه ولورهمپتون مشغول به کار شد، سپس به آمریکا رفت و به عنوان مدرس در آنجا مشغول به آموزش دوره‌های مربیگری شد.

## دوران مربیگری
افاضلی پس از بازگشت به ایران ابتدا به عنوان مربی در تیم جوانان پاس مشغول به کار شد و سپس به عنوان سرمربی تیم فوتبال شهاب زنجان در لیگ دسته اول منصوب شد و به مدت سه سال در این تیم مشغول به کار بود و به عنوان یکی از نخستین کسانی که سیستم دفاع چهار نفره خطی را وارد ایران کرد و ۴-۲-۳-۱ و ۴-۴-۲ را جایگزین ۳-۵-۲ کرد شناخته می‌شود.
بعد از دیدار دوستانه تیم ملی فوتبال ایران و شهاب زنجان در تهران این چشم‌انداز تاکتیکی جدید در فوتبال ایران توجه میروسلاو بلاژویچ را به خود جلب کرد و به افاضلی پیشنهاد همکاری در تیم ملی فوتبال ایران داده شد و وی به عنوان آنالیزور و مشاور فنی به تیم ملی پیوست.
پس از جدایی بلاژویچ در حالی که مسوولان فدراسیون به دنبال جانشین برای او می‌گشتند، وی برانکو ایوانکوویچ را پیشنهاد می‌دهد و همکاری این دو در تیم ملی فوتبال ایران آغاز می‌گردد.
هومن افاضلی سیستم ۴-۲-۳-۱ را برای برانکو طراحی می‌کند و پس از سالها همان‌طور که دوستی این دو نفر پا بر جا ماند این سیستم هم برای برانکو ماندگار شد.
افاضلی به عنوان دستیار برانکو ایوانکوویچ به همراه تیم ملی به بازی‌های آسیایی ۲۰۰۲ بوسان می‌رود و به اولین افتخار دوران مربیگری خود می‌رسد ،تیم ملی با شکست دادن کره جنوبی میزبان و قدرتمند که به تازگی به عنوان چهارمی جام جهانی دست پیدا کرده بود به فینال می‌رسد و در فینال تیم ژاپن را شکست داده و به عنوان قهرمانی می‌رسد.
پس از آن افاضلی به همراه تیم ملی به جام ملت‌های آسیا ۲۰۰۴ چین رفت و در نیمه نهایی تیم فوتبال ایران در ضربات پنالتی مغلوب چین شد و از رسیدن به فینال بازماند و در بازی رده‌بندی با شکست بحرین به عنوان سومی دست پیدا کرد.
بعد از جام ملتها برنامه‌ریزی برای مقدماتی جام جهانی آغاز شد و تیم ملی برای سومین بار و اینبار با اقتدار به جام جهانی صعود کرد و هومن افاضلی جوان در ۳۵ سالگی حضور در جام جهانی به عنوان مربی را بر روی نیمکت تیم ملی فوتبال ایران تجربه کرد.
در لیگ برتر ششم هنگامی که علی دایی به عنوان سرمربی سایپا انتخاب شد افاضلی به عنوان دستیار در کادر فنی او حاضر شد و در نهایت به مقام قهرمانی لیگ برتر دست پیدا کردند این همکاری در سال بعد ادامه داشت و اینبار افاضلی به عنوان دستیار اول علی دایی در تیم ملی انتخاب شد و به همراه تیم ملی به مقام قهرمانی جام ملت‌های غرب آسیا دست پیدا کرد، پس از برکناری علی دایی از تیم ملی در دیدار برابر عربستان چهار روز بعد به همراه اریش روته‌مولر هدایت تیم ملی در دیدار برابر سنگال را بر عهده داشت که به تساوی یک بر یک انجامید و سپس از تیم ملی کنار رفت.
پس از آن افاضلی به عنوان سرمربی تیم ملی امید معرفی شد وتیم ملی المپیک را در بازی‌های قهرمانی آسیا هدایت کرد، در حالی که از تیم اصلی فقط پنج بازیکن را در اختیار داشت و باشگاه‌های لیگ برتری به علت تقویم مسابقات از دادن بازیکن امتناع کردن تیم در گروه بسیار دشوار استرالیا، کویت و ژاپن چهار امتیاز گرفت و به خاطر بازی مشکوک ژاپن و استرالیا از مسابقات کنار رفت. در مجموع ۱۸۶ بازی به عنوان آنالیزور، دستیار و سرمربی در تیم‌های ملی بر روی نیمکت تیم ملی نشست و از این نظر به عنوان بیشترین حضور بر روی نیمکت تیم ملی به عنوان مربی ایرانی رکورددار محسوب می‌شود.
وی پس از اولین دوره حضور در تیم ملی امید به عنوان سرمربی باشگاه فوتبال استیل‌آذین تهران منصوب شد و در حالی که در اواسط فصل با ۲۹ امتیاز در صدر جدول قرار گرفت ۱۲ امتیاز توسط فیفا از این تیم کسر شد و به رتبه دهم سقوط کرد و افاضلی استعفا داد و از این تیم جدا شد.
سپس دوباره در سال بعد به عنوان سرمربی تیم امید منصوب شد دو دوره دیگر نیز به عنوان مدیر فنی این تیم منصوب شد.
هنگامی که صبای قم به لیگ دسته اول رفته بود و در شرایط بحرانی قرار داشت و پس از چهار هفته فقط یک امتیاز کسب کرده بود مسوولان باشگاه دست به تغییر مدیریت زدند و مدیر جدید با وعده اضافه کردن بازیکن و حمایت مالی با افاضلی به عنوان سرمربی به توافق رسید، افاضلی پس ازحضور در این تیم در مصاحبه ای اعلام کرد که این تیم ۵۰ جلسه تمرینی از دیگر تیم‌ها عقب است، وی کارش را آغاز کرد ودر هشت بازی نه امتیاز برای صبا کسب کرد اما به دلیل مشکلات مدیریتی و وعده‌هایی که هیچ‌کدام عملی نشدند در پایان هفته دوازدهم استعفا کرد و اعلام کرد که امکان ادامه همکاری میسر نیست صبای قم پس از رفتن افاضلی در بیست دو هفته باقی مانده تنها موفق به گرفتن دو امتیاز شد.
درلیگ برتر فوتبال ایران ۹۷–۱۳۹۶ در حالی که چند هفته از نیم فصل گذشته بود هومن افاضلی به عنوان سرمربی تیم بحران زده نفت تهران منصوب شد، نفت تهران تا به اینجای فصل دو مالک و چهار سرمربی تعویض کرده بود، وی در اولین دیدار به مصاف پرسپولیس برانکو دوست صمیمی و همکار قدیمی خود رفت و مدافع عنوان قهرمانی و صدرنشین لیگ را متوقف کرد سپس به مدت هشت هفته بدون شکست پیش رفت و تراکتور را شکست داد و با سپاهان در اصفهان به تساوی رسید در حالیکه تیم داشت از انتهای جدول فاصله می‌گرفت وزارت نفت از واگذاری تیم به مالک جدید امتناع کرد و مالک جدید هم از تیم کناره‌گیری کرد وزارت نفت هم حاضر به حمایت نشد و در چند هفته پایانی بازیکنان و کادر فنی بلا تکلیف ماندند و نفت تهران به لیگ آزادگان (دسته یک) سقوط کرد و در سال بعد هم وزارت نفت و هیچ شخصی حاضر به قبول مسوولیت این تیم با ریشه تهرانی نشدند و نفت تهران برای همیشه از فوتبال کنار رفت.
در فصل ۱۳۹۸–۱۳۹۷هومن افاضلی به عنوان سرمربی خونه به خونه بابل منصوب شد اما پیش از شروع کار شرایط را برای ادامه همکاری میسر ندید و از حضور در این تیم انصراف داد سپس در اواسط فصل به تیم اروند خرمشهر پیوست و در حالی که ۱۳ بازیکن از این تیم جدا شده بودند کارش را با این تیم آغاز کرد و در نهایت یک هفته مانده به پایان لیگ موفق شد سهمیه شهر خرمشهر را در لیگ حفظ کند این در حالی بود که تیم به علت مشکلات مالی حتی در بازی پایانی شرکت نکرد و بازیکنان و کادر فنی تا پایان فصل حتی یک درصد از مبلغ قراردادشان را دریافت نکردند

## تحصیلات دانشگاهی
هومن افاضلی دارای مدرک کارشناسی ارشد زبان انگلیسی است.

## دوره‌های تکمیلی مربیگری
پس از جام جهانی افاضلی مجدداً به انگلستان بازگشت و با توجه به اینکه مدارک مربیگری خود را از فدراسیون انگلستان دریافت کرده بود توانست در دوره‌های آموزشی و کارگاه‌های پیشرفته فوتبال که در باشگاه فوتبال آرسنال به همراه تعدادی محدودی از مربیان با استعداد انگلیسی ودر کنار تیم بزرگسالان آرسنال زیر نظر فدراسیون آن کشور برگزار می‌شد شرکت کند.
این تجربه برای فصل بعد هم اتفاق افتاد و اینبار وی در دوره‌های پیشرفته فدراسیون انگلستان که در باشگاه فوتبال چلسی برگزار می‌شد شرکت کرد.
پس از آن وی در سال ۱۳۸۸در حالی که عضو کمیته فنی فدراسیون فوتبال بود با دعوت رسمی باشگاه فوتبال بایرن مونیخدر اردوی آماده‌سازی این تیم در دوبی حاضر شد و در کلاس‌های آموزشی این باشگاه روند آماده‌سازی این تیم را زیر نظر گرفت، وی در سه مقطعدیگر توسط این باشگاه به مونیخ دعوت شد و در دوره‌های آموزشی پیشرفته باشگاه فوتبال بایرن مونیخ شرکت کرد.

## همکاری با فدراسیون
هومن افاضلی در پروژه‌های مختلف آموزشی و تحقیقاتی با فدراسیون فوتبال ایران همکاری داشته است که از جمله آن می‌توان به تدریس در کلاس‌های مربیگری در شهرهای مختلف ایران اشاره کرد، همچنین عضویت در کمیته فنی فدراسیون فوتبال ایران برای مدت بیش از ده سال و دبیر کمیته فنی فدراسیون از مسوولیتهای وی در فدراسیون است.
به گفتهٔ عباس ترابیان، که وظیفهٔ مذاکره با کارلوس کی‌روش برای پذیرش مربی‌گری تیم ملی را بر عهده داشت، کی‌روش نخستین بار توسط افاضلی و در زمان عضویت او در کمیتهٔ فنی فدراسیون فوتبال معرفی شد.

## مدرس دوره مربیگری
افاضلی مدرس بین‌المللی فیفا و مدرس کلاسهای مربیگری سی، بی و ای فوتبال زیر نظر کنفدراسیون فوتبال آسیا می‌باشد.

## افتخارات دوران مربیگری
قهرمانی بازی‌های آسیایی ۲۰۰۲ بوسان به همراه تیم ملی فوتبال ایران (دستیار)
صعود به همراه تیم ملی فوتبال ایران به مسابقات جام جهانی (دستیار)
حضور در جام جهانی فوتبال ۲۰۰۶ آلمان (دستیار)
قهرمانی در مسابقات لیگ برتر فوتبال ایران به همراه باشگاه فوتبال سایپا (دستیار)
قهرمانی در تورنمنت فوتبال قطر به همراه تیم ملی فوتبال امید ایران (سرمربی)